# Masahiro Higashide
Masahiro Higashide (東出 昌大 Higashide Masahiro?,  Prefectura de Saitama, 1 de febrero de 1988) es un actor y modelo japonés, afiliado a humanitè Inc. Contrajo matrimonio con la actriz y cantante Anne Watanabe el 1 de enero de 2015. Sus hijas gemelas nacieron en mayo de 2016. El 4 de abril de 2017, la pareja anunció que estaban a la espera de su tercer hijo, el cual nació el 7 de noviembre. La pareja se divorció en 2020.

## Filmografía

### Películas
| Año  | Título                                 | Papel              | Notas                                    |
| ---- | -------------------------------------- | ------------------ | ---------------------------------------- |
| 2012 | Kirishima, bukatsu yamerutteyo         | Hiroki Kikuchi     |                                          |
| 2013 | Subete wa Kimi ni Aeta kara            | Takumi Tsumura     | Historia 2: "Long Distance Relationship" |
| 2014 | Crows Explode                          | Kazeo Kaburagi     | Principal                                |
| 2014 | Ao Haru Ride                           | Kō Mabuchi         | Principal                                |
| 2014 | 0.5mm                                  | karaoke clerk      |                                          |
| 2014 | Parasyte: Parte 1                      | Hideo Shimada      |                                          |
| 2015 | Parasyte: Parte 2                      | Hideo Shimada      |                                          |
| 2015 | Gonin Saga                             | Hayato Hisamatsu   | Principal                                |
| 2016 | Creepy                                 | Nogami             |                                          |
| 2016 | Maniac Hero                            | Hidetoshi Nakatsu  | Principal                                |
| 2016 | Death Note: Light Up the New World     | Tsukuru Mishima    | Principal                                |
| 2016 | Satoshi no Seishun                     | Yoshiharu Habu     |                                          |
| 2016 | Boku wa Asu, Kinō no Kimi to Dēto Suru | Shōichi Ueyama     |                                          |
| 2017 | Sekigahara                             | Kobayakawa Hideaki |                                          |
| 2017 | Sanpo suru shinryakusha                | Pastor             |                                          |
| 2018 | Netemo Sametemo                        | Baku and Ryōhei    | Principal                                |
| 2018 | The Chrysanthemum and the Guillotine   | Tetsu Nakahama     | Principal                                |
| 2018 | Over Drive                             | Atsuhiro Hiyama    | Principal                                |
| 2018 | Foreboding                             |                    |                                          |

### Televisión
- Renai Kentei (2012, NHK), Junya Yoshimitsu
- Reset: Honto no Shiawase no Mitsukekata (2012, TBS-MBS), Shion/Jun Aya
- Wonderful Single Life (2012, Fuji TV), Hiroki Yamada
- xxxHolic (2013, Wowow) Shizuka Dōmeki
- Amachan (2013, NHK), young Daikichi Ōmukai
- Gochisōsan (2013-14, NHK), Yūtarō Nishikado
- Oyaji no Senaka (2014, TBS), Yūsuke
- Hana Moyu (2015, NHK), Kusaka Genzui
- Mondai no Aru Restaurant (2015, Fuji TV), Chef Makoto Monji
- Moribito: Guardian of the Spirit (2016, NHK), Tanda
- Death Note: New Generation (2016, Hulu), Tsukuru Mishima
- Leaders 2 (2017, TBS), Makoto Kusakabe
- I love You Just a Little Bit (2017, TBS), Ryōta Watanabe
- Sanpo suru shinryakusha (2017, Wowow), Shirō Makabe
- Confidence Man JP (2018, Fuji TV)

## Premios y nominaciones
| Año  | Premio                          | Categoría              | Resultado                      |          |
| ---- | ------------------------------- | ---------------------- | ------------------------------ | -------- |
| 2013 | Mainichi Film Award             | Mejor actor nuevo      | Kirishima, bukatsu yamerutteyo | Ganador  |
| 2013 | Premios de la Academia Japonesa | Mejor artista nuevo    | Kirishima, bukatsu yamerutteyo | Ganador  |
| 2014 | Premios Élan d'Or               | Mejor artista nuevo    | Himself                        | Ganador  |
| 2015 | Kinema Junpo Awards             | Major actor nuevo      | Himself                        | Ganador  |
| 2016 | Hochi Film Award                | Mejor actor de reparto | Satoshi: A Move for Tomorrow   | Nominado |
| 2017 | Mainichi Film Awards            | Mejor actor de reparto | Satoshi: A Move for Tomorrow   | Nominado |
| 2017 | 12th Osaka Cinema Festival      | Mejor actor de reparto | Satoshi: A Move for Tomorrow   | Ganador  |
| 2017 | Premios de la Academia Japonesa | Mejor actor de reparto | Satoshi: A Move for Tomorrow   | Nominado |
| 2017 | Japanese Movie Critics Awards   | Mejor actor de reparto | Satoshi: A Move for Tomorrow   | Ganador  |